# ایرویل (پنسیلوانیا)
ایرویل، پنسیلوانیا (به انگلیسی: Airville, Pennsylvania) یک منطقهٔ مسکونی در ایالات متحده آمریکا است که در پنسیلوانیا قرار دارد.

## خصوصیات
ایرویل ۲۰۶٫۹۶ متر بالاتر از سطح دریا قرار دارد.